# Buxe

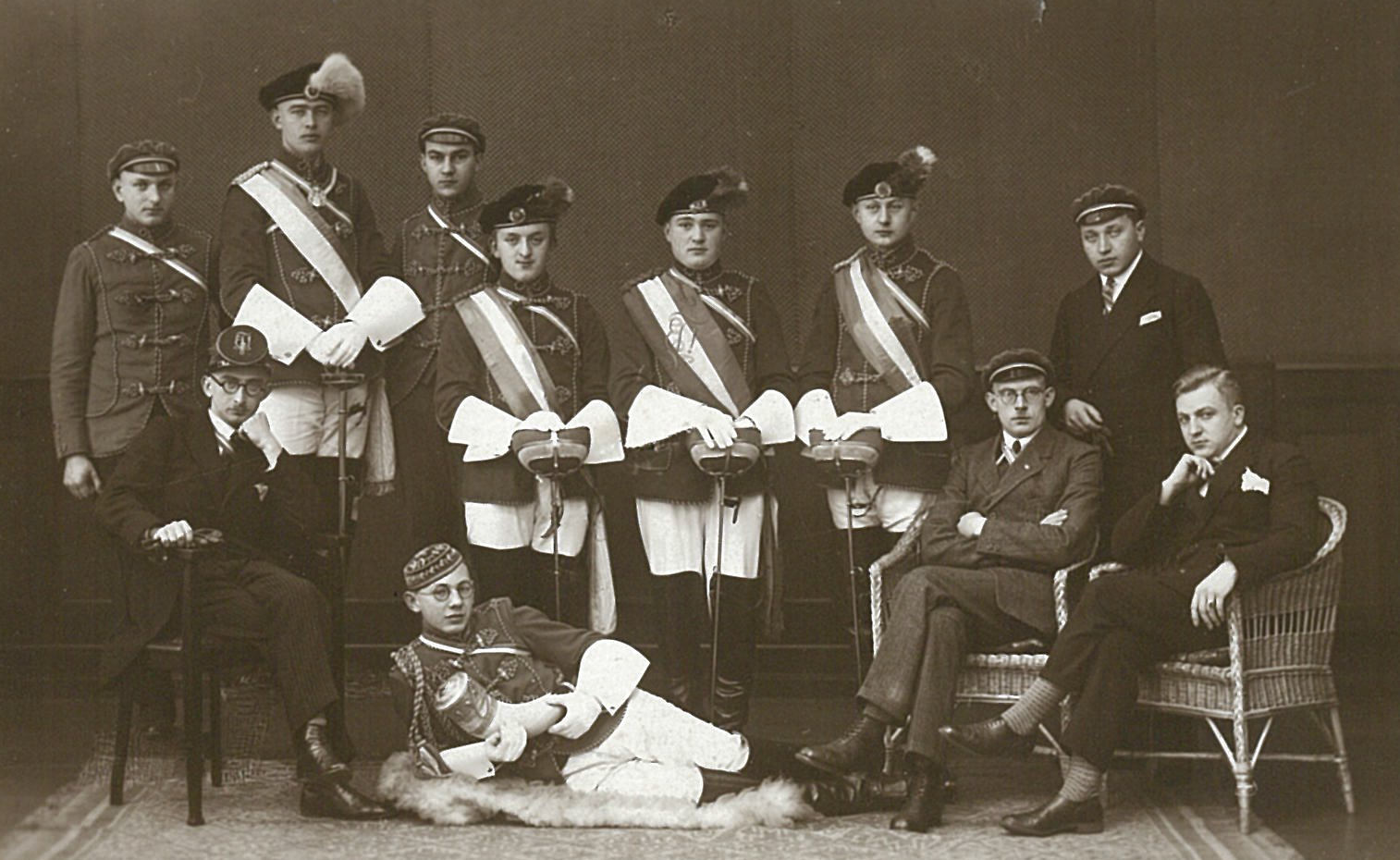
Mittweidaer Buxen

Buxe (seltener: Buchse) ist eine zunächst niederdeutsche, später allgemeinsprachliche Bezeichnung für Hose. In der Studentensprache wird in verkürzter, phonetischer Anlehnung an „Burschenschaft“ der Ausdruck zur abfälligen Benennung ihrer Mitglieder verwendet. Diese Bedeutung tauchte zuerst in corpsstudentischen Kreisen auf und wurde später auch auf Angehörige anderer Studentenverbindungen erweitert, die einen von Corps abweichenden Comment haben. Dabei wird „Buxe“ mit erklärenden Präfixen versehen, beispielsweise Bibelbuxe für Angehörige von christlichen Verbindungen.

## Herkunft
In der ersten Hälfte des 19. Jahrhunderts ist der französisierende Ausdruck Büchsier zur Bezeichnung von Burschenschaftern verbreitet. Dies geht wahrscheinlich auf die Benennung der Tübinger Burschenschaft Germania als Bixier oder Büxier ab den 1820er Jahren zurück. Es wurde vermutet, dass dies auf ihr Kneiplokal „Zur Büchse“ zurückginge, konnte aber nicht belegt werden. Die Namensgebung ist aber nachweislich keine rein studentische, sondern eine frühe Bezeichnung der Germanen durch die Tübinger Bürger. Die französisierende Endung -ier findet sich auch in zahlreichen anderen studentischen Ausdrücken, die im frühen 19. Jahrhundert zuerst in Leipzig und Göttingen auftauchen und ihre Wurzeln in den Studentenorden des 18. Jahrhunderts haben: Paukier (Paukant), Suitier (Witzbold) oder Wichsier (Stiefelputzer). Der Ausdruck Buxe wird hingegen im 19. Jahrhundert durchgehend mit der älteren Bedeutung „Hose“ (besonders die Hosen der Wichs) verwendet. Buxen meint allgemeinsprachlich Hose, was sich aus dem niederdeutschen Boxen (dänisch Buxer, schwedisch Böxor) herleitet. Dies geht sehr wahrscheinlich auf die Bocks bzw. das Bocksleder zurück, dem bevorzugten Material für Beinkleider. Im Burschicosen Wörterbuch von 1846 ist nur diese Bedeutung für Buxe in der Studentensprache belegt.
Das Verb buxen wurde studentisch im Sinne von stehlen („in die Hose stecken“) von dieser Bedeutung von Buxe abgeleitet. Erst um 1900 scheint das Wort Buxe nach einem Bedeutungswechsel in der heute üblichen, abfälligen Verwendung als Pejorativ aufzutauchen.

## Bedeutungen
Mit dem Ausdruck „Buxe“ wollten die Corpsstudenten vermutlich ihre Geringschätzung gegenüber neu eingeführten Sitten und Gebräuchen, die nicht dem SC-Comment der Corps entsprachen, zum Ausdruck bringen. Da der Begriff von Corpsstudenten geprägt wurde und auch meistens von diesen verwendet wird, werden Angehörige von Corps für gewöhnlich nicht mit diesem Begriff belegt. Die studentensprachlich ebenfalls jüngere Betitelung für die Kösener und Weinheimer Corpsstudenten heißt Curry, eine Verballhornung der Bezeichnung Corpsier (koːʁije) für die Mitglieder eines Corps. Diese ersetzte den älteren Begriff Koratz als Schimpfwort des 19. Jahrhunderts für Corpsiers.
Im Sinne eines Geusenwortes nutzen Burschenschafter den Ausdruck Buxe inzwischen auch selbst, um sich von Corpsstudenten abzugrenzen.
Da die Bedeutungserweiterung von Buxe aus der engeren Bezeichnung für Burschenschafter im jüngeren und jüngsten korporationssprachlichen Gebrauch an Eindeutigkeit verlor, wurden und werden Präfixe als Determinative angefügt. Diese Präfixe präzisieren bestimmte Arten von Verbindungen oder Dachverbände und karikieren deren Eigenarten. Beispiele für diese Erweiterungen sind:
- Ackerbuxe: Mitglied einer Agrarverbindung (Agronomia)
- Babybuxe: Mitglied einer Schülerverbindung
- Bastel- oder Schmierölbuxe: Weinheimer Corpsstudent
- Bibelbuxe: Mitglied einer christlichen Verbindung
- Braunbuxe: Mitglied einer Burschenschaft mit Verbindungen ins rechtsextreme Milieu
- Flautenbuxe: Mitglied eines Akademischen Seglervereins
- Gewürzbuxe: Mitglied eines Corps in Anlehnung an deren Spitznamen Curry
- Jodelbuxe: Sängerschafter
- Kleinbuxe: Mitglied einer Schülerverbindung
- Kletterbuxe: Turnerschafter
- Legobuxe: Mitglied einer Technischen Verbindung im Bund Deutscher Ingenieur-Corporationen
- Paddelbuxe: Mitglied einer Akademischen Ruderverbindung
- Schrotbuxe: Mitglied einer Studentischen Jagdverbindung
- Territorialbuxe: Landsmannschafter
- Tittenbuxe: Mitglied einer Damenverbindung

## Bedeutung des Wortes „buxig“
Im engeren Sinn bezeichnet das Wort eine von Corpsstudenten verwendete, abwertende Bezeichnung für das Verhalten von Mitgliedern von Burschenschaften. Im weiteren Sinn kann das Wort auch als abwertende Bezeichnung für allgemein abzulehnendes Verhalten sein. So können auch andere Korporierte oder sogar Nichtverbindungsstudenten sich „buxig“ verhalten. Nicht klar abgegrenzt und häufig mit gleicher Bedeutung wird in der neueren Studentensprache auch der Ausdruck „Phritte“ verwendet, der im Vergleich zu Buxe eine ungleich schwerere Beleidigung darstellt. Hiervon abgeleitet ist das hochpejorative Adjektiv „phrittig“.